# St. Peter und Paul (Barleben)

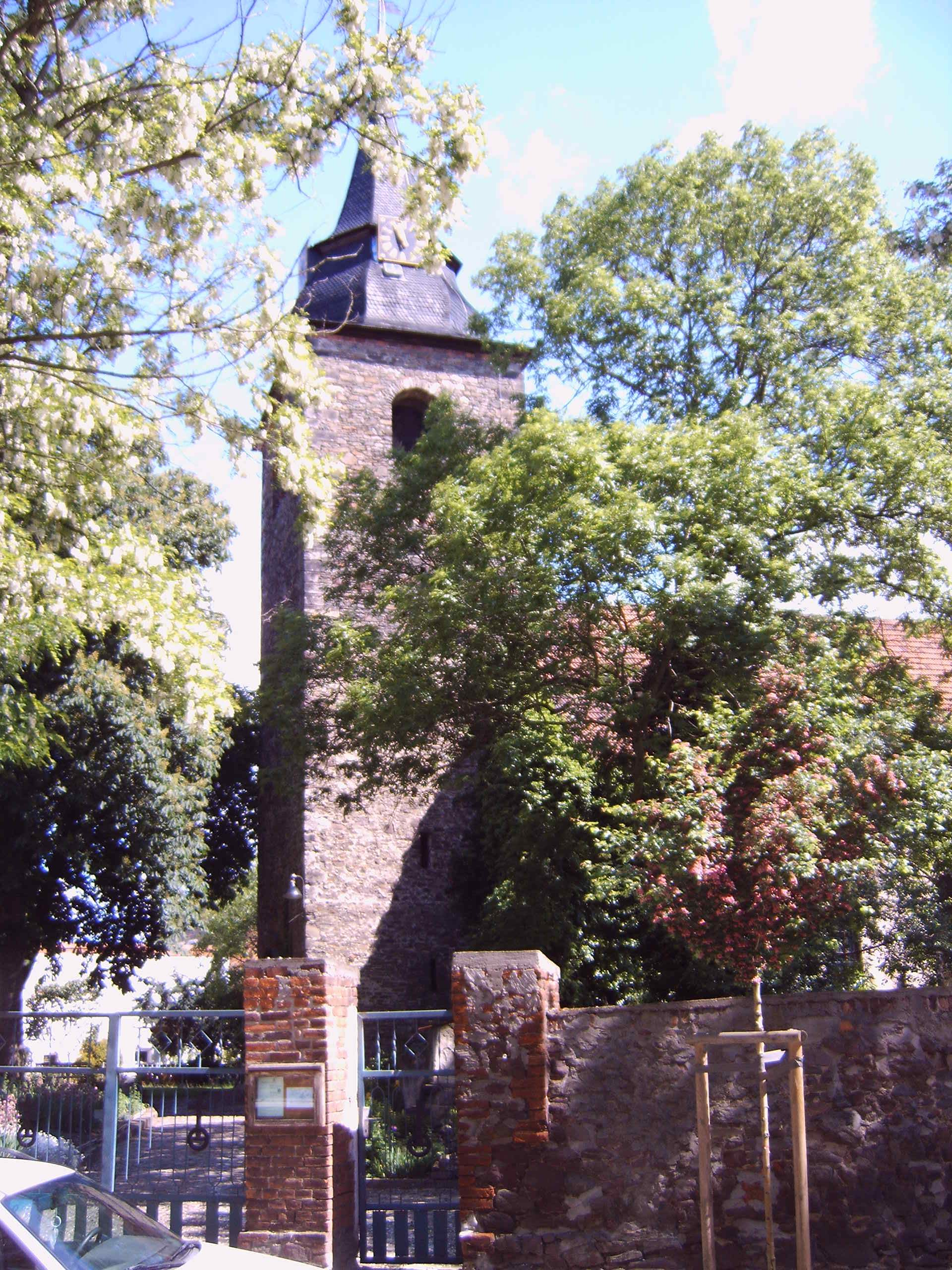
Turm der Sankt-Peter-und-Paul-Kirche

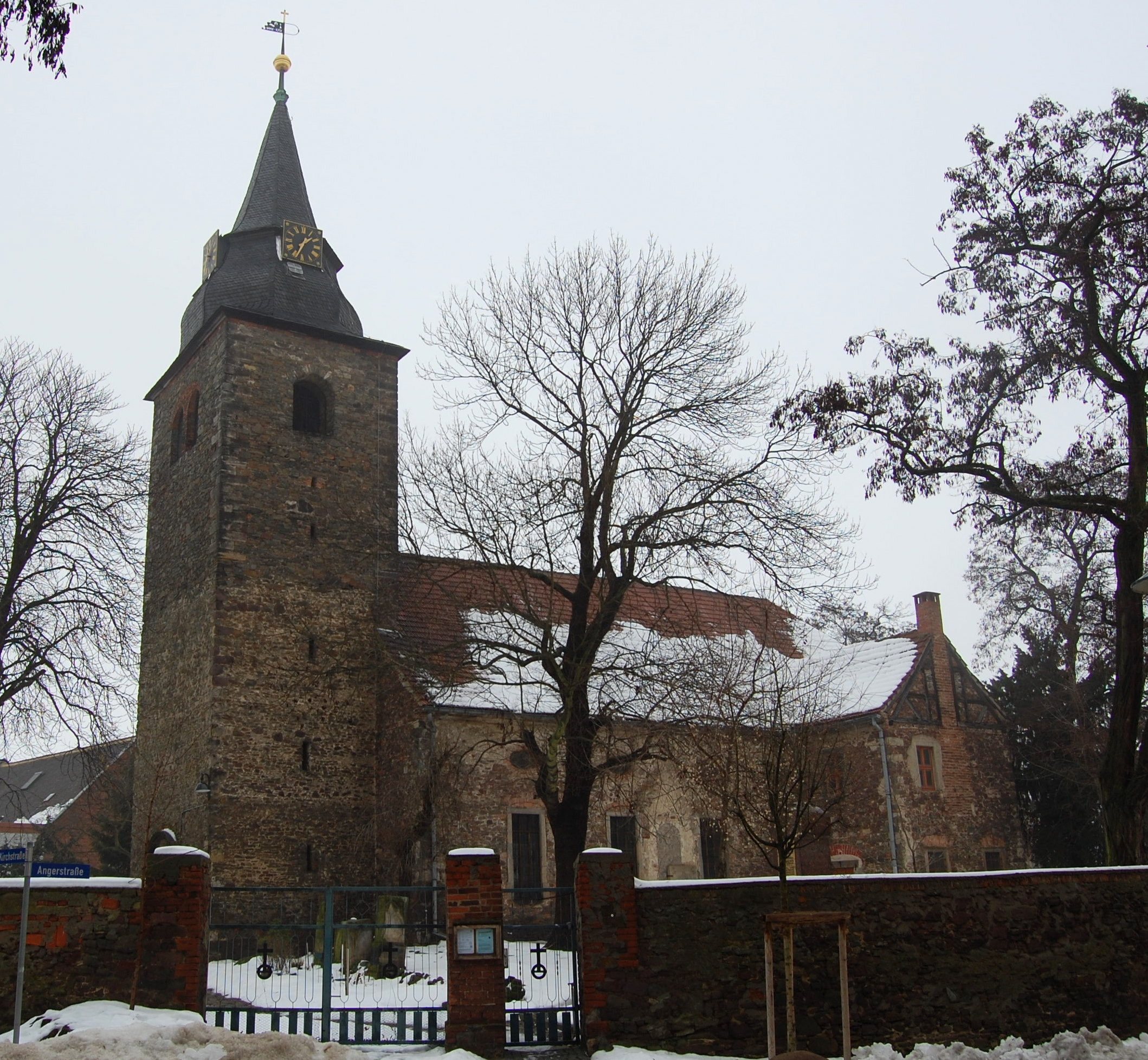
Kirche im Winter

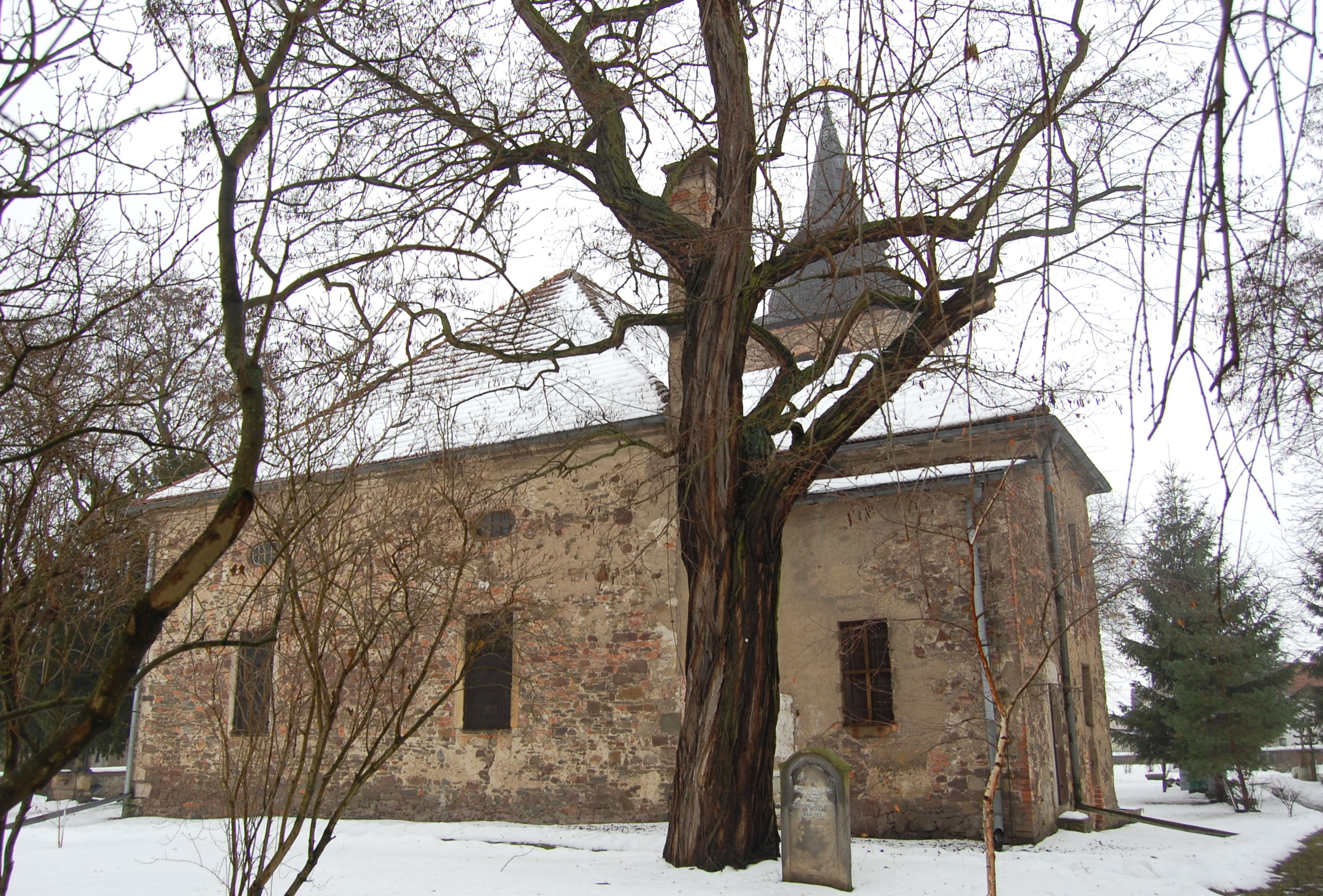
Ostseite

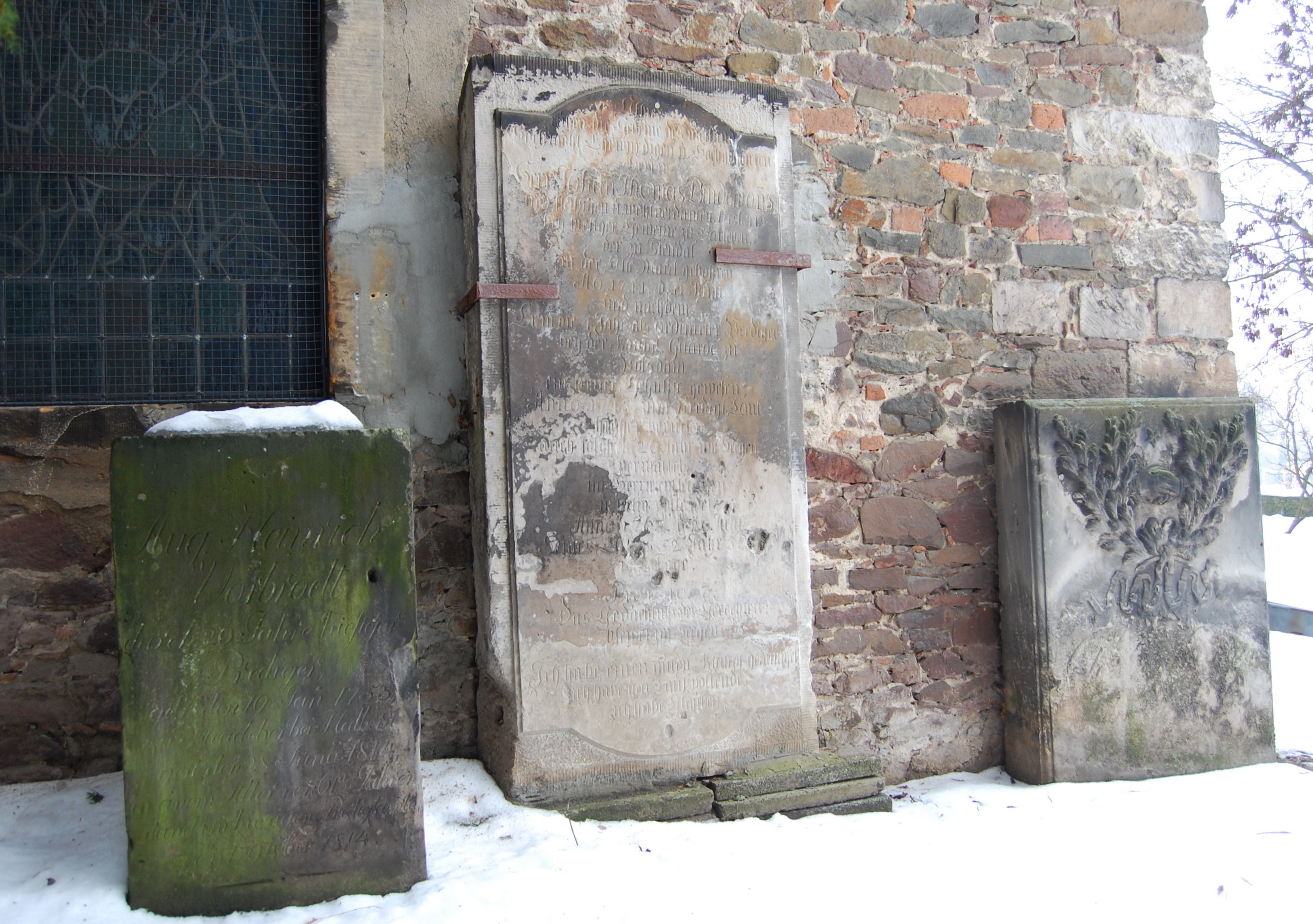
Grabsteine vor der Kirche

St. Peter und Paul ist die evangelische Kirche des Dorfes Barleben in Sachsen-Anhalt.

## Architektur
In ihrem Kern geht die verputzte Saalkirche auf die Zeit um 1350 zurück. In den Jahren 1632 bis 1636 erfolgte eine teilweise Zerstörung des Gebäudes. Zwischen 1681 und 1699 fand ein Wiederaufbau im barocken Stil statt. Das Kirchenschiff verfügt über einen rechteckigen Grundriss und wird von großen rechteckigen Fenstern geprägt über denen sich jeweils mittig ein rundes Fenster befindet.
Westlich des Kirchenschiffs befindet sich der auf quadratischem Grundriss errichtete Kirchturm. In das Untergeschoss des Turms wurde 1699 ein barockes Rustikaportal eingearbeitet. Am Portal befindet sich neben dem Wappen der Stifter Erasmus Christian von Arnstedt und seiner Ehefrau Anna Elisabeth von Arnstedt, geborene von Haus eine Inschriftenkartusche. In den Jahren 1713/14 wurde der Turm durch Aufsetzung der Schweifhaube samt abgesetzter Spitze erhöht.
An der Nordostseite des Schiffs steht eine bereits in der Zeit der Spätgotik entstandene Sakristei. Beim Wiederaufbau der Kirche Ende des 17. Jahrhunderts erhielt die Sakristei ein Tonnengewölbe und wurde darüber aufgestockt. Eine an der Südseite befindlich aus der Zeit der Renaissance stammende Fachwerkloge der Familie von Arnstedt wurde im barocken Stil umgestaltet, im Inneren blieben jedoch Reste eines Renaissance-Kamins aus dem Jahr 1610 erhalten. Am Kamin befindet sich das Wappen der Familie. Bemerkenswert ist ein an der Sakristei befindliches Spitzbogenportal vom Beginn des 16. Jahrhunderts.
Südlich der Kirche befindet sich das gleichfalls denkmalgeschützte Pfarrhaus Barleben.

## Ausstattung
Das Kirchenschiff wird von einer flachen, mit Kassetten versehenen Decke überspannt. An drei Seiten des Schiffs befindet sich eine zum Teil zweigeschossige Empore, deren Länge jedoch 1968 verkleinert wurde. Unterhalb der südlichen Empore ist die 1737 entstandene Prieche für das Königliche Vorwerk und die Klosterhube untergebracht. Im Nordteil des Chors steht der mit Butzenscheiben versehene, verzierte Magdeburger Ratsstuhl. In der östlichen Wand befindet sich ein farbiges Petrus und Paulus darstellendes Glasfenster, in der Südwand das Motiv der Anbetung der Hirten, geschaffen im Jahr 1922 durch die Glasmalereianstalt Ferdinand Müller aus Quedlinburg.
Vermutlich aus der Zeit um 1699 stammt der hölzerne Kanzelaltar mit lorbeerverzierten Säulen. Wesentlich jüngeren Datums ist die gleichfalls aus Holz gefertigte zehneckige Taufe im Stil des Klassizismus. 
Das Kirchengestühl ist neogotisch und befindet sich erst seit 1977/78 in der Kirche. Zuvor stand es in Wolmirstedt in St. Katharinen. In der Kirche befindet sich auch eine 1735 von Christian See aus Magdeburg angefertigte Bronzeglocke.
Das zwischen Loge und Kirchenschiff befindliche Fenster stammt aus dem Jahr 1699 und verfügt neben einem Sinnbild über Wappenscheiben der Familie Erasmus Christian und Anna Elisabeth von Arnstedt sowie ihrer zwölf Kinder.
Bemerkenswert sind diverse in der Kirche selbst bzw. im umgebenden Kirchhof vorhandene historische Grabsteine. Im Kirchenschiff sind zwei Figurengrabsteine erhalten. Der ältere wurde für den 1634 verstorbenen Joachim von Kastel geschaffen, der andere für den 1714 verstorbenen Otto Friedrich von Quast. In der Sakristei befindet sich der mit Ahnenprobe und Lorbeerkranz verzierte Grabstein für den 1680 verstorbenen Christian Christophorus von Arnstedt. Aus der Vielzahl historischer Grabsteine auf dem Kirchhof ist der Inschriftengrabstein für den 1679 verstorbenen Johannis Hermans hervorzuheben.

### Orgel
Die Orgel wurde 1876 von Emil Reubke geschaffen. Aus der gleichen Zeit stammt auch das mit Rundbögen versehene Orgelprospekt. 1936 pneumatisierte Wilhelm Rühlmann aus Zörbig die Orgel.
| I Hauptwerk C–f3 |                  |       |
| 1.               | Bordun           | 16′   |
| 2.               | Prinzipal        | 8′    |
| 3.               | Viola da Gamba   | 8′    |
| 4.               | Hohlflöte        | 8′    |
| 5.               | Quintadena       | 8′    |
| 6.               | Oktave           | 4′    |
| 7.               | Flûte harmonique | 4′    |
| 8.               | Quinte           | 2 ⁄3′ |
| 9.               | Oktave           | 2′    |
| 10.              | Mixtur IV        | 1 ⁄3′ |
| 11.              | Trompete         | 8′    |

| II Hinterwerk C–f3 |                  |       |
| 12.                | Gedeckt          | 16′   |
| 13.                | Geigenprinzipal  | 8′    |
| 14.                | Gedeckt          | 8′    |
| 15.                | Flûte harmonique | 8′    |
| 16.                | Salicional       | 8′    |
| 17.                | Oktave           | 4′    |
| 18.                | Flöte            | 4′    |
| 19.                | Nassat           | 2 ⁄3′ |
| 20.                | Waldflöte        | 2′    |
| 21.                | Mixtur III       | 2′    |
| 22.                | Oboe             | 8′    |

| Pedal C–f1 |            |     |
| 23.        | Subbass    | 16′ |
| 24.        | Violon     | 16′ |
| 25.        | Oktavbass  | 8′  |
| 26.        | Choralbass | 4′  |
| 27.        | Posaune    | 16′ |

- Koppeln: II/I, I/P, II/P